# Église Saint-Aubin d'Acqueville
Pour les articles homonymes, voir Église Saint-Pierre.
L'église Saint-Aubin est une église catholique qui se dresse sur la commune française d'Acqueville dans le département du Calvados, en région Normandie.
L'église est inscrite comme monument historique depuis 1933.

## Localisation
L'église est située sur la commune d'Acqueville, dans le département français du Calvados.

## Historique

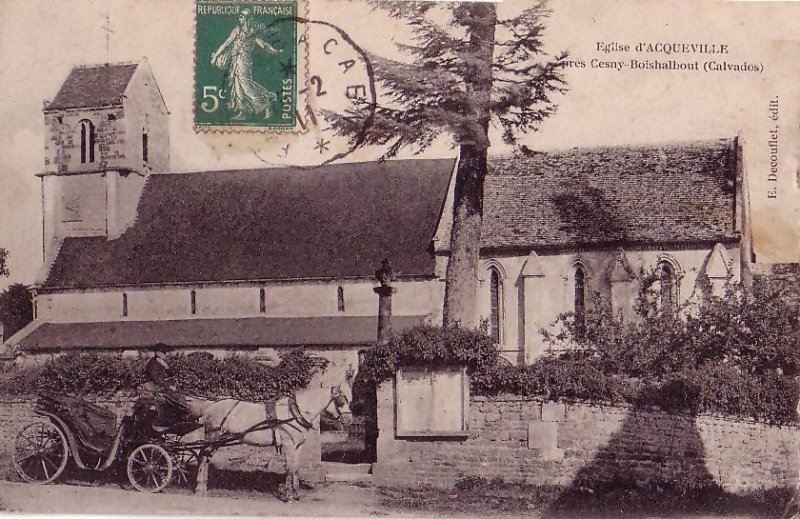
Carte postale de l'église vers 1910.

L'édifice est dédié à saint Aubin.
La campagne principale de construction est datée selon la base Mérimée du XIIIe siècle. La construction s'étale du XIe siècle au XIIIe siècle. L'édifice dépend alors de l'abbaye de Fontenay.
Le cimetière possède une croix du XVIIIe siècle haute de 3,60 m.
Le bas-relief sud est reconstruit dans le dernier tiers du XVIIIe siècle. Il y a eu des travaux sur les voûtes de la nef au XIXe siècle.

## Protection aux monuments historiques
L'église fait l'objet d'une inscription au titre des monuments historiques par arrêté du 13 avril 1933.

## Description
La tour-porche au toit en bâtière est de la fin du XIe siècle, la nef à trois vaisseaux de la fin du XIIe siècle, avec ses chapiteaux orné, le chœur du XIIIe siècle,. La tour a été refaite.
L'édifice est bâti en calcaire, moellons, enduit et pierre de taille.
La nef et le chœur ont un décor de style roman en dépit d'une structure gothique. L'édifice comporte un arc triomphal entre chœur et nef.
Chacune des deux façades du chœur comporte des fenêtres à lancettes et la corniche est ornée de dents de scie.

Église Saint-Aubin
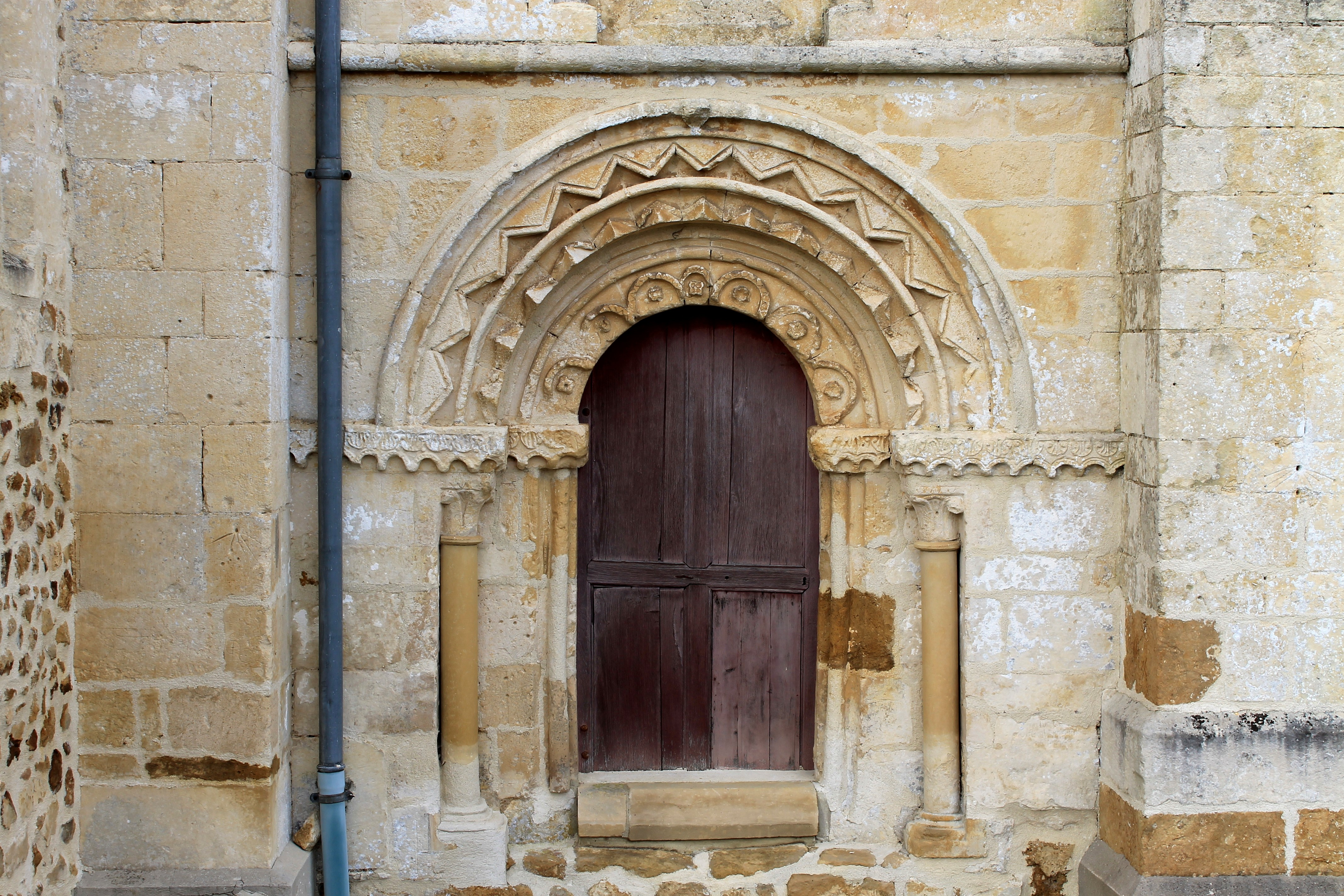
Portail roman.
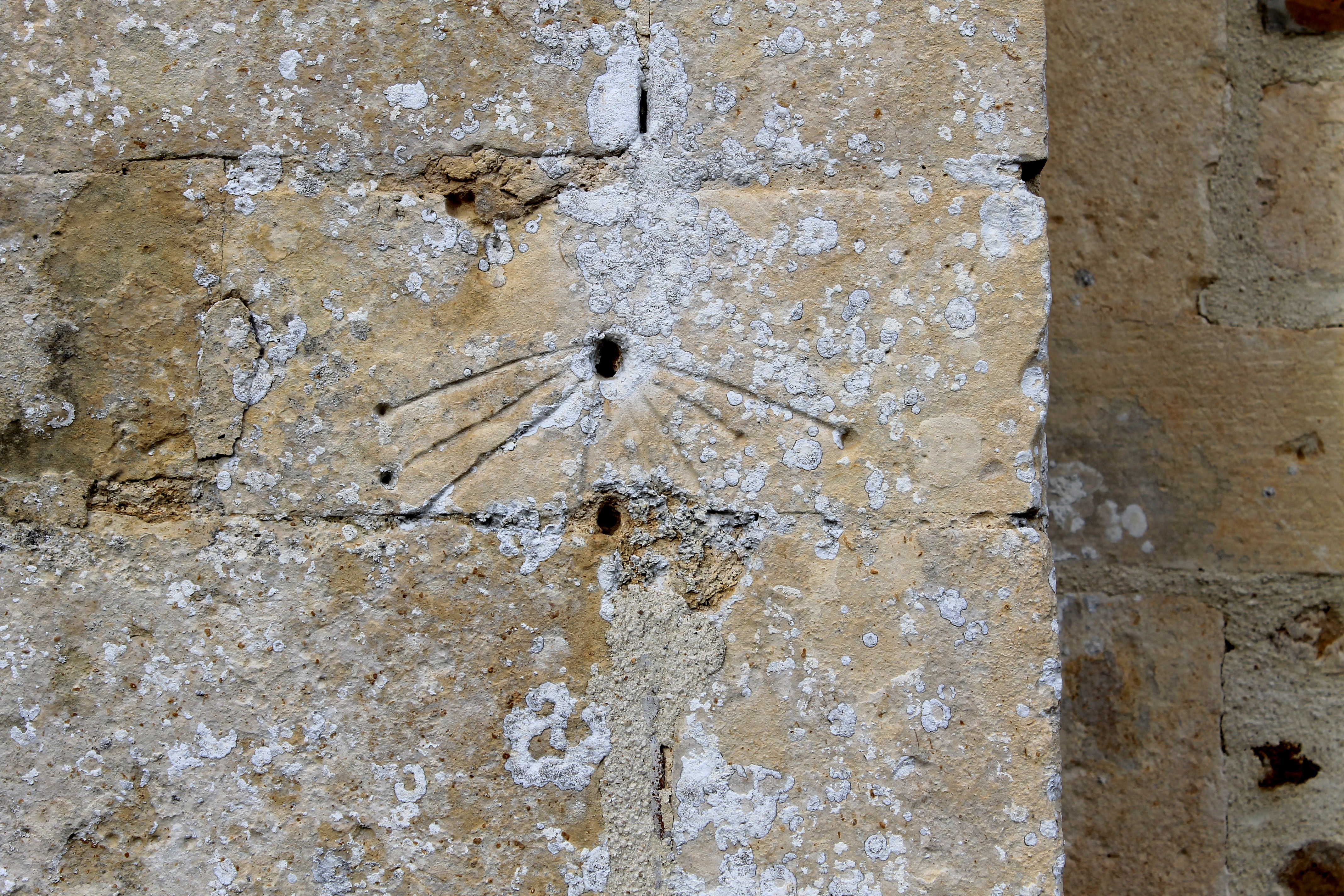
Cadran canonial.
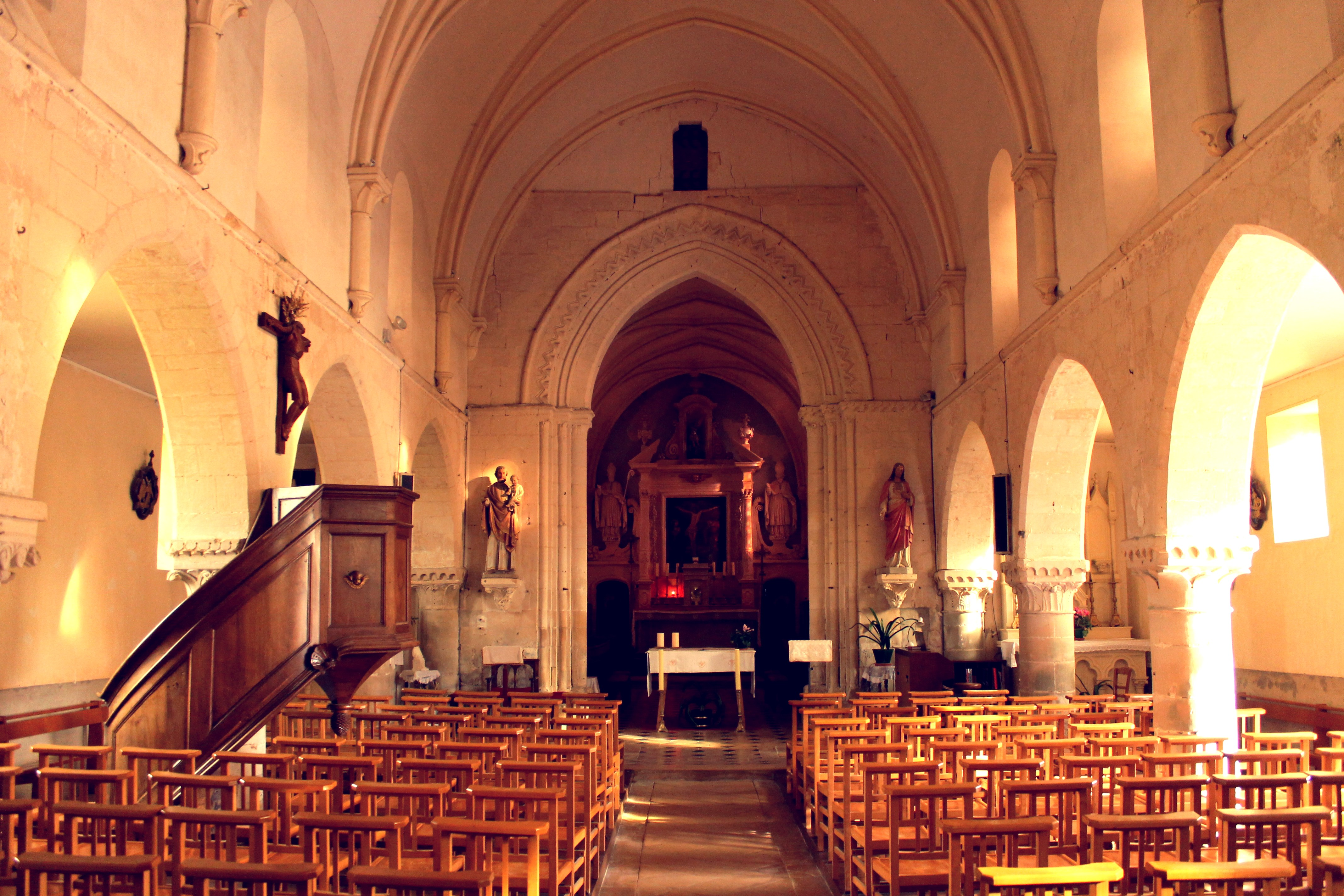
Vue de la nef.
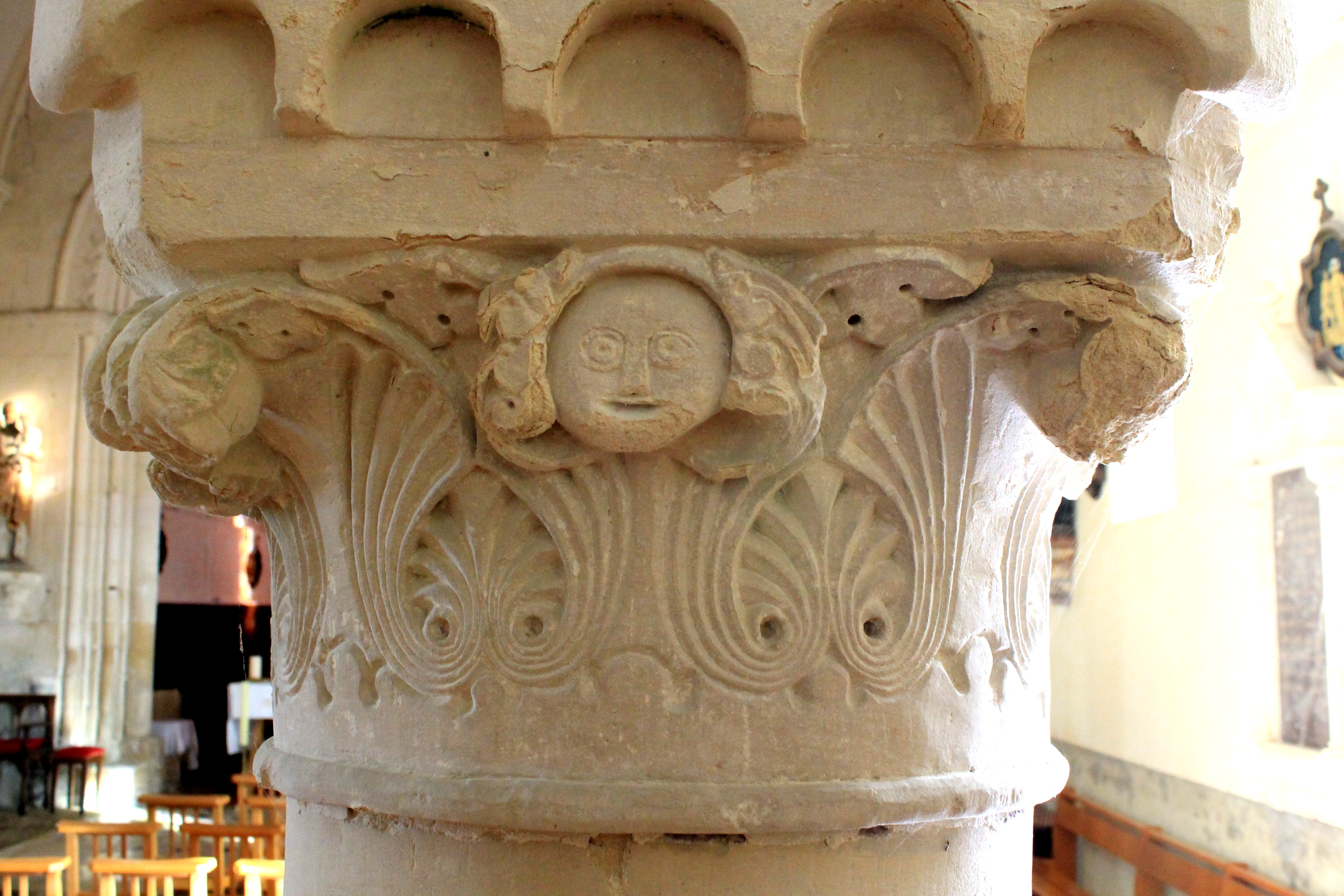
Exemple de chapiteau de la nef.

## Mobilier
L'église possède un retable du XVIIe siècle en pierre, bois, plâtre et marbre blanc. Il est haut d'1,75 m sur 0,73 m.
Le décor est composé de faux marbre et de colonnes corinthiennes. Le fronton est surmonté par une statue de saint Michel.
L'édifice comporte également des statues de saint Aubin et saint Augustin du XIXe siècle.
Les chapiteaux des colonnes sont qualifiés de « très élégants » par Arcisse de Caumont.